# Ministerio (España)
En España, los ministerios, oficialmente designados como departamentos según la Constitución, desempeñan un papel fundamental como los órganos principales de la estructura central de la Administración General del Estado. Cada ministerio se encarga de supervisar uno o varios sectores de actividad administrativa que comparten similitudes funcionales.
La determinación del número, nombre y alcance de los ministerios y las secretarías de Estado es prerrogativa del rey, quien toma esta decisión a propuesta del presidente del Gobierno y la formaliza a través de un real decreto. Este proceso es crucial para configurar la distribución de competencias y responsabilidades dentro del gobierno y garantizar una gestión eficaz de los asuntos públicos.

## Titulares
Los encargados de liderar los ministerios son los ministros o ministros del Gobierno, quienes, en conjunto con el presidente y, en caso de existir, los vicepresidentes, constituyen el Gobierno de España. Esta institución gubernamental es la máxima autoridad ejecutiva del país y desempeña un rol esencial en la toma de decisiones y la implementación de políticas públicas.

### Nombramientos y ceses
Los nombramientos y ceses de los ministros en España siguen un procedimiento específico. Los ministros son designados y destituidos por el rey, siguiendo la recomendación del presidente del Gobierno.
En algunos casos anteriores a la entrada en vigor de la Ley del Gobierno en diciembre de 1997, existen registros en los que no se encuentra la información de cese de ministros en el Boletín Oficial del Estado. Ejemplos de esto incluyen a Manuel Gutiérrez Mellado, quien ocupó el cargo de ministro sin cartera entre 1976 y 1977, y a  Francisco Fernández Ordóñez, quien fue ministro de Justicia entre 1980 y 1981.
A diferencia de los ministros titulares, la destitución de ministros sin cartera conlleva la disolución de dicho órgano.

### Funciones
Las funciones de los ministros en España, de acuerdo con la Ley del Gobierno, son esenciales para la adecuada gestión de sus respectivos departamentos y la ejecución de las políticas gubernamentales. A continuación, se detallan las funciones que les corresponden:
1. Desarrollar la acción del Gobierno en el ámbito de su departamento, en consonancia con las decisiones adoptadas en el Consejo de Ministros o las directrices establecidas por el presidente del Gobierno. Esto implica llevar a cabo las políticas y programas específicos relacionados con su área de competencia.
2. Ejercer la potestad reglamentaria en las áreas que son de competencia directa de su ministerio. Esto significa que tienen la autoridad para elaborar y promulgar regulaciones y normativas en sus respectivos campos de acción, de acuerdo con la legislación existente.
3. Ejercer las competencias que les asignen las leyes, así como las normas de organización y funcionamiento del Gobierno, y cualquier otra disposición legal que sea relevante para su departamento. Esto garantiza que los ministros actúen dentro del marco legal establecido y cumplan con las responsabilidades específicas que les corresponden.
4. Refrendar, en su caso, los actos del rey en materia de su competencia. Esto significa que los ministros pueden ser requeridos para dar su aprobación formal a las decisiones tomadas por el rey en asuntos relacionados con sus respectivos departamentos, lo que asegura un proceso de toma de decisiones transparente y legal.

Además de estas funciones, los ministros, como miembros del Gobierno, participan en órganos colegiados que son fundamentales para la coordinación y la toma de decisiones a nivel gubernamental. Estos órganos incluyen el Consejo de Ministros y las Comisiones Delegadas del Gobierno, donde se discuten y se toman decisiones sobre cuestiones de importancia nacional y política pública.

### Suplencias
La suplencia de los ministros, para el despacho ordinario de los asuntos de su competencia, se debe determinar por un real decreto del presidente del Gobierno, y siempre tiene que recaer en otro miembro del Gobierno. El real decreto debe expresar la causa y el carácter de la suplencia.
Desde la entrada en vigor de la Ley del Gobierno en diciembre de 1997, las suplencias se han dado en multitud de ocasiones, ya sea para asumir la cartera de forma temporal o para suplir a un ministro en un asunto concreto. Cabe destacar la suplencia de la ministra de Defensa, en mayo de 2008, por «alumbramiento». Carme Chacón se acogió al permiso de maternidad y los asuntos de su competencia fueron suplidos por el ministro del Interior, Alfredo Pérez Rubalcaba.

### Ministros sin cartera
Además de los ministros titulares de un departamento, pueden existir ministros sin cartera, a los que se les atribuye la responsabilidad de determinadas funciones gubernamentales.
A continuación se muestran los ministros sin cartera de la democracia:
| Cargo (sin cartera)                                                      | Nombre y duración |
| ------------------------------------------------------------------------ | --- |
| Ministro adjunto para las Regiones                                       | - Manuel Clavero Arévalo (4 de julio de 1977-5 de abril de 1979) |
| Ministro adjunto para las Relaciones con las Cortes                      | - Ignacio Camuñas (4 de julio de 1977-29 de septiembre de 1977) - Rafael Arias-Salgado y Montalvo (5 de abril de 1979-17 de enero de 1980) |
| Ministro para las Relaciones con las Comunidades Europeas                | - Leopoldo Calvo-Sotelo (10 de febrero de 1978-8 de septiembre de 1980) - Eduardo Punset (8 de septiembre de 1980-26 de febrero de 1981) |
| Ministro adjunto al Presidente                                           | - Joaquín Garrigues Walker (5 de abril de 1979-2 de mayo de 1980) - Rafael Arias-Salgado (17 de enero de 1980-2 de mayo de 1980) - Pío Cabanillas Gallas (8 de septiembre de 1980-26 de febrero de 1981) - Jaime Lamo de Espinosa (1 de diciembre de 1981-29 de julio de 1982) - Alberto Estella Goytre (15 de enero de 1982-12 de agosto de 1982) |
| Ministro adjunto al Presidente, encargado de la Administración Pública   | - Sebastián Martín-Retortillo (2 de mayo de 1980-26 de febrero de 1981) |
| Ministro adjunto al Presidente, encargado de la Coordinación Legislativa | - Juan Antonio Ortega (2 de mayo de 1980-8 de septiembre de 1980) |
| Ministro portavoz del Gobierno                                           | - Pío Cabanillas Alonso (27 de abril de 2000 -10 de julio de 2002) |

## Organización interna
La organización central se encuentra regulada en el Capítulo II del Título I de la Ley 40/2015, bajo la rúbrica «Los Ministerios y su estructura interna».
Para la gestión de un sector de actividad administrativa, en los ministerios pueden existir Secretarías de Estado y, de forma excepcional, secretarías generales. De ellas dependen jerárquicamente los órganos directivos que se les adscriban. 
Los ministerios cuentan, en todo caso, con una Subsecretaría y, dependiendo de ella, una Secretaría General Técnica para la gestión de servicios comunes.
Por otro lado se encuentran las direcciones generales, que son los órganos de gestión de una o varias áreas funcionalmente homogéneas. Las direcciones generales se organizan en subdirecciones generales para la distribución de las competencias encomendadas a aquellas, la realización de las actividades que les son propias y la asignación de objetivos y responsabilidades. No obstante, se pueden adscribir directamente subdirecciones generales a otros órganos directivos de mayor nivel o a órganos superiores del ministerio.

### Creación, modificación y supresión de órganos
Las subsecretarías, las secretarías generales, las secretarías generales técnicas, las direcciones generales, las subdirecciones generales, y órganos similares a los anteriores se crean, se modifican y se suprimen por real decreto del Consejo de Ministros, a iniciativa del ministro interesado y a propuesta del ministro competente en materia de función pública.
Los órganos de nivel inferior a la subdirección general se crean, se modifican y se suprimen por orden del ministro correspondiente previa aprobación del ministro de Administraciones Públicas. 
Por último, las unidades que no tengan la consideración de órganos se crean, se modifican y se suprimen a través de las relaciones de puestos de trabajo.

### Jerarquía
Dentro de los ministerios los órganos superiores unipersonales son los ministros y los secretarios de Estado. Los ministros son los jefes superiores del departamento y superiores jerárquicos directos de los secretarios de Estado.
Los órganos directivos dependen de alguno los anteriores y se ordenan jerárquicamente entre sí de la siguiente forma: subsecretario, director general y subdirector general. Los secretarios generales tienen categoría de subsecretario y los secretarios generales técnicos tienen categoría de director general.
Jerarquía de los órganos directivos:
- Subsecretarías (y Secretarías Generales).
  - Direcciones Generales (y Secretarías Generales Técnicas).
    - Subdirecciones Generales.

## Historia reciente

### Cronograma
A continuación se muestran los ministerios españoles con cartera (y sus diferentes denominaciones) que han existido desde el comienzo de la democracia en 1977 hasta la actualidad:

Nota: Este cronograma no incluye a los ministros sin cartera. 

Abreviaturas utilizadas:
AA.EE./U.E./Coop. — Asuntos Exteriores, Unión Europea y Cooperación; 
A.Ec./T.D. — Asuntos Económicos y Transformación Digital; 
Agr./Alim./M.A. — Agricultura, Alimentación y Medio Ambiente; 
Agr./Pesca — Agricultura y Pesca; 
Agr./Pesca/Alim. — Agricultura, Pesca y Alimentación; 
A.P.+ — Agricultura y Pesca, Alimentación y Medio Ambiente; 
C./I./U. — Ciencia, Innovación y Universidades; 
Ciencia/Innov. — Ciencia e Innovación; 
Ciencia/Tecnol. — Ciencia y Tecnología; 
Com./Tur. — Comercio y Turismo; 
Cult./Bien. — Cultura y Bienestar;
D.S./Ag. 2030 — Derechos Sociales y Agenda 2030;
D.S./C./Ag. 2030 — Derechos Sociales, Consumo y Agenda 2030;
Ed.+ — Educación, Política Social y Deporte; 
E./I./C. — Economía, Industria y Competitividad; 
E./T./A. — Energía, Turismo y Agenda Digital; 
Ec./Com. — Economía y Comercio;
Ec./Com./E. — Economía, Comercio y Empresa;
Ec./Comp. — Economía y Competitividad; 
Ec./E. — Economía y Empresa;
Ed./Ciencia — Educación y Ciencia; 
Ed./Cultura — Educación y Cultura;
Ed./Cult./Dep. — Educación, Cultura y Deporte; 
Ed./Form.Prof. — Educación y Formación Profesional; 
Ed./Form.Prof./Dep. — Educación, Formación Profesional y Deportes;
Ed./UU./Inv. — Educación y de Universidades e Investigación; 
Educ. — Educación;
H./F.P. — Hacienda y Función Pública; 
Hac./AA.PP. — Hacienda y Administraciones Públicas; 
I./C./T. — Industria, Comercio y Turismo; 
I./S.S./MM. — Inclusión, Seguridad Social y Migraciones;
Ind./En./Tur. — Industria, Energía y Turismo; 
Ind./Tur. — Industria y Turismo;
J./Int. — Justicia e Interior; 
M.A./M.R.M. — Medio Ambiente, y Medio Rural y Marino; 
O./T. — Obras Públicas y Transportes; 
O./T./M.A. — Obras Públicas, Transportes y Medio Ambiente; 
P./A. — Política Territorial y Administración Pública; 
P./A.T. — Presidencia y para las Administraciones Territoriales;
P./J./R.C. — Presidencia, Justicia y Relaciones con las Cortes;
P/RC/I — Presidencia, Relaciones con las Cortes e Igualdad;
P./R.C./M.D. — Presidencia, Relaciones con las Cortes y Memoria Democrática;
P.T. — Política Territorial; 
P.T./F.P. — Política Territorial y Función Pública; 
P.T./M.D. — Política Territorial y Memoria Democrática;
Rel. Cortes/Secret. Gob. — Relaciones con las Cortes y de la Secretaría del Gobierno; 
S.+ — Sanidad, Política Social e Igualdad; 
S/C/BS — Sanidad, Consumo y Bienestar Social; 
S./P.S. — Sanidad y Política Social; 
S./SS.SS./Ig. — Sanidad, Servicios Sociales e Igualdad; 
Sanidad/S.S. — Sanidad y Seguridad Social; 
T/S/SS — Trabajo, Sanidad y Seguridad Social; 
T.D. — Transformación Digital;
T.D./F.P. — Transformación Digital y de la Función Pública;
Tr.Ec. — Transición Ecológica;
Tr.Ec./R.D. — Transición Ecológica y Reto Demográfico;
Trabajo/Ec. Social — Trabajo y Economía Social; 
Trabajo/Inmigr. — Trabajo e Inmigración; 
Transp./Com. — Transportes y Comunicaciones; 
Transp./Mov./Ag.U. — Transporte, Movilidad y Agenda Urbana;
Transp./Mov.Sost. — Transportes y Movilidad Sostenible;
UU./Inv. — Universidades e Investigación;
Viv./Ag.U. — Vivienda y Agenda Urbana.

### Reestructuraciones
Cada cambio en la denominación de los ministerios del cronograma anterior implica una reestructuración de los departamentos ministeriales, que se publica en el Boletín Oficial del Estado mediante un real decreto. Las reestructuraciones ministeriales no deben confundirse con las crisis de gobierno, en las que cambian los titulares de los departamentos pero no sus estructuras orgánicas. En una reestructuración, las estructuras orgánicas de los ministerios se suelen adaptar (añadiendo, modificando o suprimiendo unidades administrativas) para acomodarse a las necesidades del gobierno; sin embargo, ello no implica necesariamente un cambio en la denominación de los ministerios.

## Ministerios actuales
El 21 de noviembre de 2023, el BOE publicó la estructura del tercer gobierno de Pedro Sánchez, que se compone de 22 ministerios.
| Logotipo | Ministerio                                        | Titular                  | Creado                             | Dirección | Presupuesto (2025) [en euros (€)] | Página web                          |
| -------- | ------------------------------------------------- | ------------------------ | ---------------------------------- | --- | --------------------------------- | ----------------------------------- |
|          | Asuntos Exteriores, Unión Europea y Cooperación   | José Manuel Albares      | 1714                               | Plaza del Marqués de Salamanca, 8 28006 MadridPlaza de la Provincia, 1 28012 Madrid (Palacio de Santa Cruz)                                                       | 2124 millones                     | www.exteriores.gob.es               |
|          | Presidencia, Justicia y Relaciones con las Cortes | Félix Bolaños            | 1714 (Justicia) 1974 (Presidencia) | Justicia: Calle de San Bernardo, 45 28015 Madrid (Palacio de la Marquesa de la Sonora) Presidencia: Avenida Puerta de Hierro 28040 Madrid (Palacio de la Moncloa) | 2734 millones                     | www.mpr.gob.es www.mjusticia.gob.es |
|          | Defensa                                           | Margarita Robles         | 1714                               | Paseo de la Castellana, 109 28046 Madrid | 14 058 millones                   | www.defensa.gob.es                  |
|          | Hacienda                                          | María Jesús Montero      | 1714                               | Calle de Alcalá, 5 28014 Madrid (Real Casa de la Aduana) | 19 336 millones                   | www.hacienda.gob.es                 |
|          | Interior                                          | Fernando Grande-Marlaska | 1812                               | Calle Amador de los Ríos, 7 28010 Madrid (Palacio de los Condes de Casa Valencia)                                                                                 | 11 116 millones                   | www.interior.gob.es                 |
|          | Transportes y Movilidad Sostenible                | Óscar Puente             | 1847                               | Paseo de la Castellana, 67 28046 Madrid (Nuevos Ministerios) | 11 458 millones                   | www.transportes.gob.es              |
|          | Educación, Formación Profesional y Deportes       | Pilar Alegría            | 1900                               | Calle de Alcalá, 34 28014 Madrid (Sede del Ministerio de Educación)                                                                                               | 6775 millones                     | www.educacionfpydeportes.gob.es     |
|          | Trabajo y Economía Social                         | Yolanda Díaz             | 1920                               | Paseo de la Castellana, 63 28046 Madrid (Nuevos Ministerios) | 28 791 millones                   | www.mites.gob.es                    |
|          | Industria y Turismo                               | Jordi Hereu              | 1928                               | Paseo de la Castellana, 160 28046 Madrid (Complejo Cuzco) | 8506 millones                     | www.mintur.gob.es                   |
|          | Agricultura, Pesca y Alimentación                 | Luis Planas              | 1933                               | Paseo de la Infanta Isabel, 1 28014 Madrid (Palacio de Fomento)                                                                                                   | 8412 millones                     | www.mapa.gob.es                     |
|          | Sanidad                                           | Mónica García            | 1936                               | Paseo del Prado, 18 28014 Madrid (Casa Sindical) | 1022 millones                     | www.sanidad.gob.es                  |
|          | Vivienda y Agenda Urbana                          | Isabel Rodríguez         | 1957                               | Paseo de la Castellana, 67 28046 Madrid (Nuevos Ministerios) | 3484 millones                     | www.mivau.gob.es                    |
|          | Economía, Comercio y Empresa                      | Carlos Cuerpo            | 1977                               | Paseo de la Castellana, 162 28046 Madrid (Complejo Cuzco) | 6180 millones                     | www.mineco.gob.es                   |
|          | Cultura                                           | Ernest Urtasun           | 1977                               | Plaza del Rey, 1 28004 Madrid (Casa de las Siete Chimeneas) | 1155 millones                     | www.cultura.gob.es                  |
|          | Política Territorial y Memoria Democrática        | Ángel Víctor Torres      | 1979                               | Paseo de la Castellana, 3 28071 Madrid (Palacio de Villamejor) | 411 millones                      | www.mpt.gob.es                      |
|          | Ciencia, Innovación y Universidades               | Diana Morant             | 1979                               | Paseo de la Castellana, 162 28046 Madrid (Complejo Cuzco) | 8197 millones                     | www.ciencia.gob.es                  |
|          | Derechos Sociales, Consumo y Agenda 2030          | Pablo Bustinduy          | 1988                               | Paseo del Prado, 18 28014 Madrid (Casa Sindical) | 579 millones                      | www.mdsocialesa2030.gob.es          |
|          | Transición Ecológica y Reto Demográfico           | Sara Aagesen             | 1996                               | Plaza de San Juan de la Cruz 28003 Madrid (Nuevos Ministerios) | 8862 millones                     | www.miteco.gob.es                   |
|          | Igualdad                                          | Ana Redondo              | 2008                               | Calle de Alcalá, 37 28014 Madrid | 512 millones                      | www.igualdad.gob.es                 |
|          | Inclusión, Seguridad Social y Migraciones         | Elma Saiz                | 2020                               | José Abascal, 39 28003 Madrid | 204 813 millones                  | www.inclusion.gob.es                |
|          | Transformación Digital y Función Pública          | Óscar López Águeda       | 2023                               | Paseo de la Castellana, 162 28046 Madrid (Complejo Cuzco) | 7503 millones                     | www.digital.gob.es                  |
|          | Juventud e Infancia                               | Sira Abed Rego           | 2023                               | Paseo del Prado, 18 28014 Madrid (Casa Sindical) | 203 millones                      | www.juventudeinfancia.gob.es        |